# Кукоски, Милорад
Милорад Кукоски ; род. 7 декабря 1987, Струга) — македонский гандболист, выступающий за румынский клуб ГК Одорхеи и сборную Македонии.

## Карьера

#### Клубная
Милорад Кукоски начал профессиональную карьеру в ГК Пелистер. В 2008 году Кукоски перешёл в ГК Вардар, в составе которого выиграл дважды чемпионат Македонии. В сезоне 2013/2014, Милорад Кукоски отдал в аренду македонскому клубу Зомимак. В 2014 году Кукоски перешёл в ГК Металург Скопье. В 2016 году Кукоски перешёл в румынский клуб ГК Одорхеи.

#### Сборная
Милорад Кукоски выступает за сборную Македонии, сыграв за сборную Македонии 33 матча и забросил 156 голов.

## Награды
- Победитель чемпионата Македонии: 2008/09, 2013/14
- Обладатель кубка Македонии: 2012

## Статистика
Статистика Милорада Кукоски в сезоне 2016/17 указана на 1 марта 2017 года.
| Сезон   | Клуб               | Лига            | Матчи | Голы   | Голы   | Голы  |
| Сезон   | Клуб               | Лига            | Матчи | С игры | 7-метр | Всего |
| ------- | ------------------ | --------------- | ----- | ------ | ------ | ----- |
| 2016/17 | ГК Одорхеи Секуеск | Liga Națională: | 18    | 0      | 0      | 0     |